# Луций Требий Герман
Вижте пояснителната страница за други личности с името Герман.
Луций Требий Герман (на латински: Lucius Trebius Germanus) е политик и сенатор на Римската империя по времето на император Адриан.
В намерената военна диплома в Bewcastle (в Къмбрия, Англия), се казва, че е през 126 г. управител на римската провинция Британия. Той постъпва на тази слижба след Авъл Платорий Непот (122 – 125 г.). По това време Адриановият вал вече е завършен. Неговият наследник е Секст Юлий Север (131 г.).
Вероятно е роднина на Гай Требий Максим (суфектконсул 122 г.) и на Гай Требий Сергиан (легат на провинция Галация 129 г.).